# Carneades grandis
Carneades grandis là một loài bọ cánh cứng trong họ Cerambycidae.